# Калининградская улица (Королёв)
Калининградская улица — улица в городе Королёв. Является продолжением Пионерской улицы.

## История
Застройка улицы началась в 1975 году. Улица застроена 4—16-этажными жилыми домами.
Часть старых домов улицы, клуб ДСК построены группой московских специалистов под руководством архитектора Бориса Григорьевича Бархина — профессора Московского архитектурного института.

## Трасса
Калининградская улица начинается у Акуловского водоканала, пересекает улицы Коммунальная и Аржакова и заканчивается на улице Дзержинского.

## Транспорт
Автобусы: 
- 1 (ул. Силикатная — ст. Болшево — ст. Подлипки — ул. Силикатная)[2]
- 2 (ул. Силикатная — ст. Подлипки — ст. Болшево — ул. Силикатная)[3]
- 576 (ул. Силикатная — Москва (м. ВДНХ)) — Москва (м. ВДНХ))

Маршрутные такси: 
- 1 (ул. Силикатная — ст. Болшево — ст. Подлипки — ул. Силикатная)[2]
- 2 (ул. Силикатная — ст. Подлипки — ст. Болшево — ул. Силикатная)[3]
- 3 (ул. Силикатная — ст. Подлипки)
- 5 (ул. Мичурина — ст. Подлипки)[4]
- 8 (ул. Гражданская (пл. Валентиновка) — ст. Болшево — ст. Подлипки)
- 565 (ул. Мичурина — Москва (м. ВДНХ)) [5]

## Организации

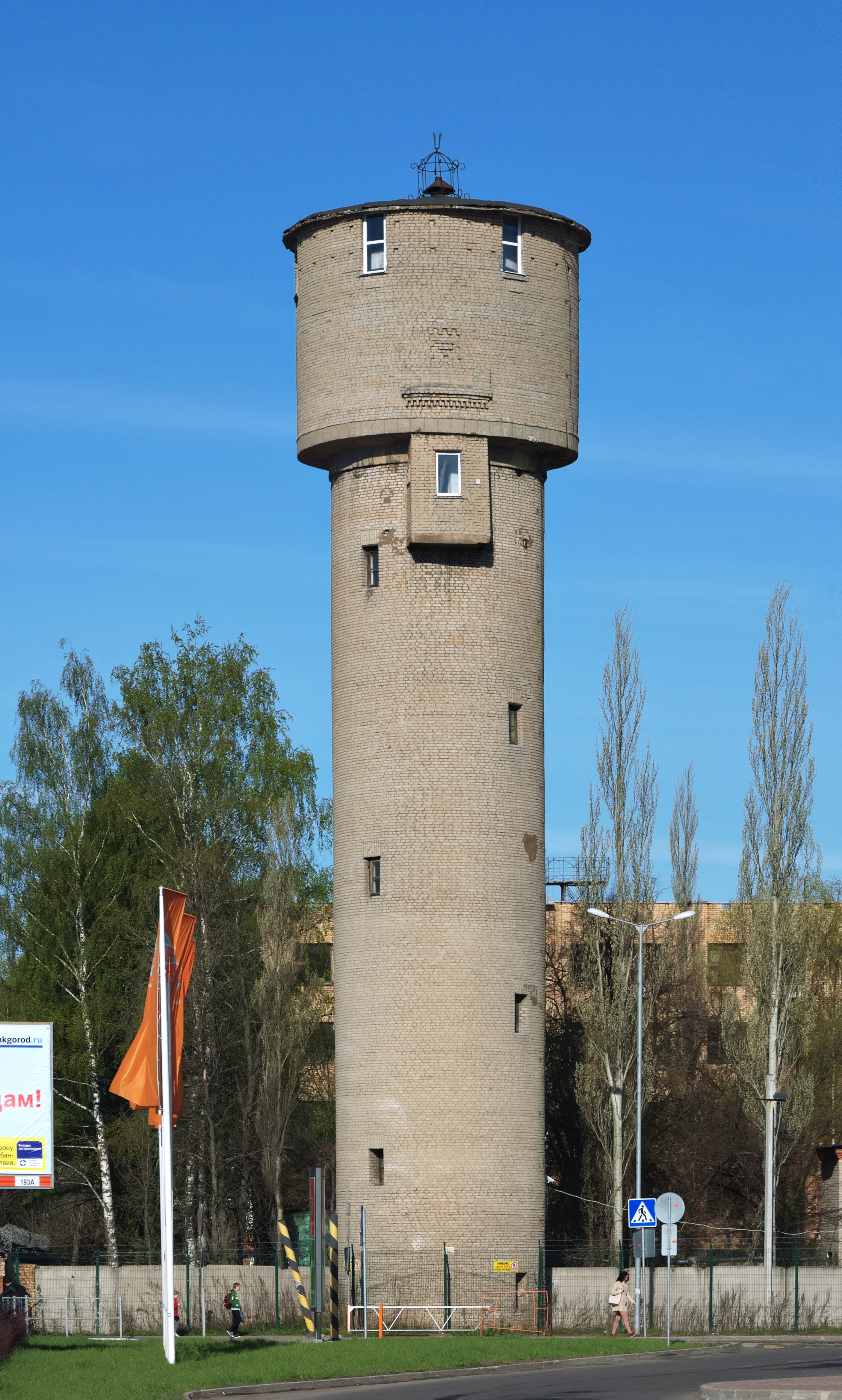
Водонапорная башня на Калининградской улице

Храм Рождества Пресвятой Богородицы

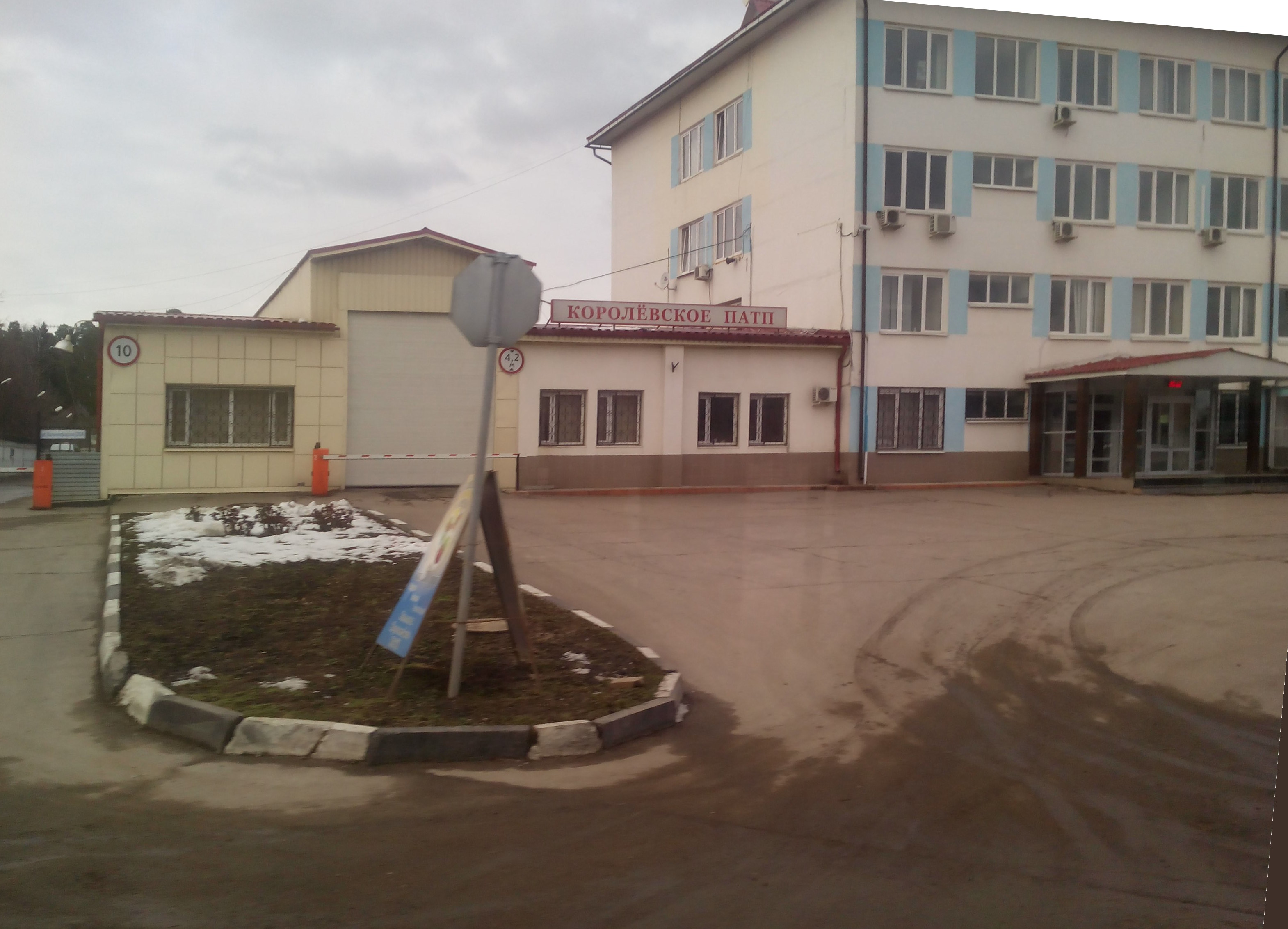
Королёвское ПАТП на Калининградской улице

- дом 1: Храм Рождества Пресвятой Богородицы[6]
- дом 2/18: Пожарный гидрант № 0559 (K200, L38)
- дом 3 стр.2: Магазин «Метатр»
- дом 3: Бани (снесены в 2002 г.)
- дом 4: Ремонт бытовой техники «Артэл Сервис», Пожарный гидрант № 0549 (K300, L16), Пожарный гидрант № 0550 (K300, L10)
- дом 5: Королевский мясокомбинат (Мясоперерабатывающий комплекс) ООО «МЕТАТР», Пожарный гидрант № 0556 (K150, L18)
- дом 6: Пожарный гидрант № 0553 (K300, L17), Пожарный гидрант № 0551 (K300, L32), Пожарный гидрант № 0554 (K300, L10), Пожарный гидрант № 0552 (K300, L26)
- дом 7: Королёвский хлебозавод «Калининградхлеб»
- дом 8: ОАО «Водоканал»
- дом 11б: Ресторан «KFC»
- дом 11: Автозаправочная станция «УНК» № 17
- дом 12: Муниципальный Театр Юного Зрителя,
- дом 14: Подстанция № 33 скорой ветеринарной помощи «Пушистый хвост»
- дом 15: Психологический центр «Любовь», Юридическая компания «Свобода и Независимость», Охранное предприятие «Алмаз», Издательско-информационный дом «Экспресс-Т.М.М.», Новые «Королевские бани»
- дом 16: Комплексные решения электротехники «Сим-Росс»
- дом 17 Жилищно-эксплуатационная компания «Техкомсервис», Салон «Королёвские кухни», Офис сети магазинов канцтоваров «Карандаш»
- дом 17 кор.2: Центр снижения веса «Доктор Борменталь», Семейный центр «7 шагов», Центр карьеры и профориентации «Перспектива»
- дом 19: Пожарный гидрант № 0534 (K150, L18), Магазин строительных материалов «Скобяная лавка»
- дом 20: Центр профессионального инструмента «Бензоэлектроград»
- дом 22: Автозаправочная станция «Сибнефть»
- дом 27: Пожарный гидрант № 0535 (K100, L14)
- дом 29/1: Противопожарная служба г. Королёва (пожарная часть № 80)

## Интересные факты
Отсчёт домов производится в направлении, противоположном Пионерской улице, таким образом нечётная сторона Пионерской переходит в чётную сторону Калининградской, и наоборот.